# Centerfield (album)
| Recensione              | Giudizio    |
| ----------------------- | ----------- |
| AllMusic                | [ 5 ]       |
| Robert Christgau        | B+          |
| Debaser                 | [ 7 ]       |
| Sputnikmusic            | 3.7 (Great) |
| Piero Scaruffi          | [ 9 ]       |
| Dizionario del Pop-Rock | [ 10 ]      |
| 24.000 dischi           | [ 11 ]      |

Centerfield è il terzo album discografico in studio da solista di John Fogerty (voce dei Creedence Clearwater Revival), pubblicato nel 1985.

## Tracce

### LP
Lato A
Testi e musiche di John Fogerty.
1. The Old Man Down the Road – 3:32
2. Rock and Roll Girls – 3:26
3. Big Train (From Memphis) – 2:58
4. I Saw It on T.V. – 4:19
5. Mr. Greed – 4:05

Lato B
Testi e musiche di John Fogerty.
1. Searchlight – 4:29
2. Centerfield – 3:50
3. I Can't Help Myself – 3:11
4. Zanz Kant Danz – 5:30

### CD
Edizione CD del 2010, pubblicato dalla Geffen Records (B0014441-02)
Testi e musiche di John Fogerty, eccetto dove indicato.
1. The Old Man Down the Road – 3:32
2. Rock and Roll Girls – 3:26
3. Big Train (From Memphis) – 2:58
4. I Saw It on T.V. – 4:19
5. Mr. Greed – 4:05
6. Searchlight – 4:29
7. Centerfield – 3:50
8. I Can't Help Myself – 3:11
9. Zanz Kant Danz – 5:30
10. My Toot Toot – 3:07 (Sidney Simien) – Traccia bonus
11. I Confess – 3:46 (Teddy Vann, Nathaniel Nathan) – Traccia bonus

## Musicisti
- John Fogerty - voce, chitarra, strumenti vari (con sovraincisioni)

My Toot Toot
- John Fogerty - voce, chitarra
- Rockin' Sydney - accordion
- Mark Miller - basso
- Warren Storm - batteria
- Willy T - sassofono
- Kip Bacque - chitarra

I Confess
- John Fogerty - voce solista, chitarra, pianoforte
- JR Robinson - batteria
- Neil Stubenhaus - basso
- Steve Douglas - sassofono
- Bobby King, Terry Evans, Willie Green - accompagnamento vocale, cori

Note aggiuntive
- John Fogerty - produttore, arrangiamenti
- Registrazioni effettuate al The Plant Studios di Sausalito, California (Stati Uniti)
- Jeffrey Nik Norman - ingegnere delle registrazioni
- Mark Slagle - secondo ingegnere delle registrazioni
- Mastering originale effettuato da Bobby Hata al K-Disc Mastering di Hollywood, California (Stati Uniti)
- Bob Fogerty - pre-produzione art
- John Fogerty e Laura LiPuma - art direction copertina album
- Laura LiPuma - design copertina album
- Stuart Watson - fotografia copertina frontale album
- Richard Litt - fotografia retrocopertina album
- Kelly Ray - set design retrocopertina album
- Victoria Pearson - fotografie interno copertina album[12]

## Classifica
Album
| Anno | Classifica            | Posizione raggiunta |
| ---- | --------------------- | ------------------- |
| 1985 | Billboard 200         | 1                   |
| 1985 | Top Country Albums    | 7                   |
| 1985 | Official Albums Chart | 48                  |

Singoli
| Anno | Titolo del brano          | Classifica             | Posizione raggiunta |
| ---- | ------------------------- | ---------------------- | ------------------- |
| 1985 | The Old Man Down the Road | Billboard Hot 100      | 10                  |
| 1985 | Rock and Roll Girls       | Billboard Hot 100      | 20                  |
| 1985 | Centerfield               | Billboard Hot 100      | 44                  |
| 1985 | Centerfield               | Adult Contemporary     | 17                  |
| 1985 | The Old Man Down the Road | Adult Contemporary     | 33                  |
| 1985 | Big Train from Memphis    | Hot Country Songs      | 38                  |
| 1985 | The Old Man Down the Road | Mainstream Rock Songs  | 1                   |
| 1985 | Centerfield               | Mainstream Rock Songs  | 4                   |
| 1985 | Rock and Roll Girls       | Mainstream Rock Songs  | 5                   |
| 1985 | Rock and Roll Girls       | Official Singles Chart | 83                  |
| 1985 | The Old Man Down the Road | Official Singles Chart | 90                  |